# Death Cult Armageddon
Death Cult Armageddon je šesté studiové album norské black metalové skupiny Dimmu Borgir. Z alba vzešly dva singly - Progenies of the Great Apocalypse, pro který byl natočen i klip, a Vredesbyrd, zpívaný společně s písní Allehelgens Død I Helveds Rike v norštině. Části alba byly nahrány s Pražskou filharmonií.
Za toto album skupina získala podruhé norskou Grammy.

## Seznam skladeb
1. Allegiance
2. Progenies of the Great Apocalypse
3. Lepers Among Us
4. Vredesbyrd
5. For the World to Dictate Our Death
6. Blood Hunger Doctrine
7. Allehelgens Død I Helveds Rike
8. Cataclysm Children
9. Eradication Instincts Defined
10. Unorthodox Manifesto
11. Heavenly Perverse

### Disk 2 Ozzfest edition
1. Satan My Master (Bathory cover)
2. Burn in Hell (Twisted Sister cover)
3. Devil's Path 2000
4. Progenies of the Great Apocalypse (orchestrální verze)
5. Eradication Instincts Defined (orchestrální verze)

## Obsazení
- Shagrath – zpěv
- Silenoz – elektrická kytara
- Galder – elektrická kytara
- Mustis – klávesy
- I.C.S. Vortex – baskytara, hlasy na pozadí, zpěv
- Nicholas Barker – bicí
- Abbath Doom Occulta z kapely Immortal - zpěv na Progenies of the Great Apocalypse
- Fredrik Nordström - producent
- Patrik Sten - pomocná režie
- Arnold Lindberg - pomocná režie
- Peter in de Detou - mastering
- Joachim Luetke - design, návrh obalu